# Psychotria sanchezii
Psychotria sanchezii är en måreväxtart som beskrevs av Charlotte M. Taylor. Psychotria sanchezii ingår i släktet Psychotria och familjen måreväxter. Inga underarter finns listade i Catalogue of Life.